# Sovětská armáda

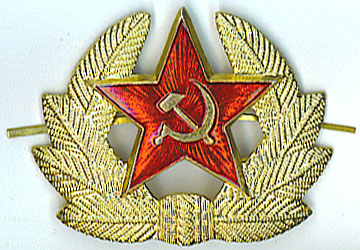
Odznak mužstva a poddůstojníků Sovětské armády

Sovětská armáda (rusky Советская Армия) byl oficiální název pro vojenské síly Sovětského svazu po roce 1946. Sovětská armáda vznikla přejmenováním a rozsáhlou reorganizací Rudé armády. Navzdory rozpadu SSSR v roce 1991 existovaly sovětské ozbrojené síly fakticky až do konce roku 1993, a to v podobě Spojených ozbrojených sil SNS, ačkoli formálně přestaly existovat 14. února 1992. K 7. květnu 1992 se v řadách Spojených ozbrojených sil SNS nacházelo 2 822 000 mužů a žen.

## Výzbroj

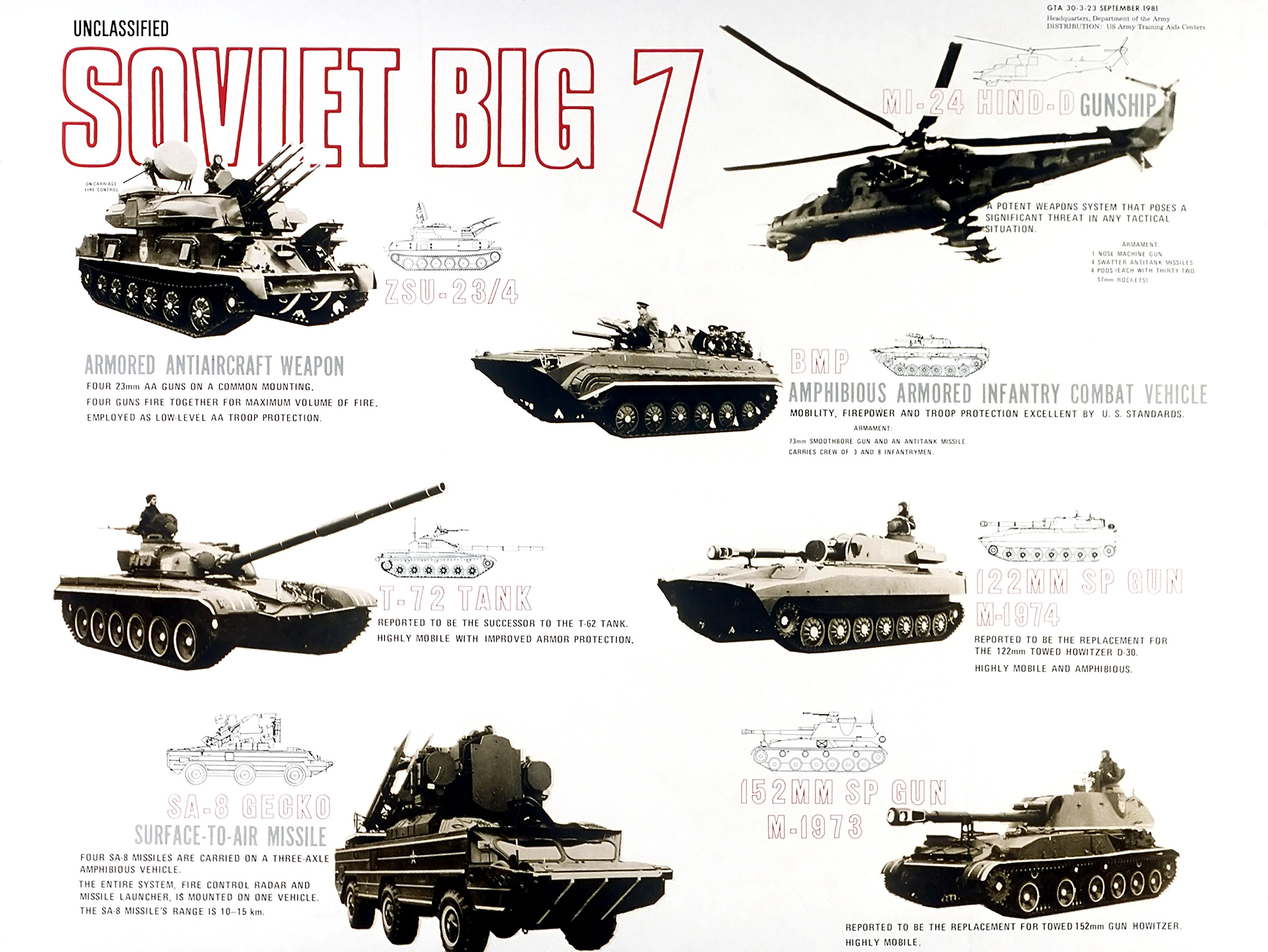
Americký plakát se sedmi nejdůležitějšími sovětskými bojovými vybaveními v roce 1981

V roce 1990 měly pozemní složky Sovětské armády:
- 55 000 tanků, včetně 4 000 T-80, 10 000 T-72, 9 700 T-64, 11 300 T-62, 19 000 T-54/55 a 1 000 PT-76.
- 70 000 obrněných vozidel (BTR-80, BTR-70, BTR-60, BTR-D, BTR-50, BTR-152 a MT-LB).
- 24 000 bojových vozidel pěchoty (BMP-1, BMP-2, BMP-3, BMD-1, BMD-2 a BMD-3).
- 3 500 průzkumných vozidel BRDM-2 a BRDM-1.
- 33 000 tažených dělostřeleckých zbraní (4 379 D-30, 1 175 M-46, 1 700 D-20, 598 2A65, 1 007 2A36, 857 D-1, 1 693 ML-20, 1 200 M-30, 478 B-4, D-74, D-48, D-44, T-12 a BS-3).
- 9 000 samohybných houfnic (2,751 2S1, 2 325 2S3, 507 2S5, 347 2S7, 430 2S4, 20 2S19, 108 SkH Dana, ASU-85 a 2S9)
- 8 000 raketových dělostreleckých komplexů (BM-21, 818 BM-27, 123 BM-30, 18 BM-24, TOS-1, BM-25 a BM-14)
- Balistické taktické rakety SS-1 Scud, SS-21, SS-23 a FROG-7.
- 1 350 protiletadlových zařízení (SA-4, 850 SA-6, 950 SA-8, 430 SA-9, 300 SA-11, 70 SA-12, 860 SA-13, 20 SA-15, 130 SA-19, ZSU-23-4 a ZSU-57-2)
- 12 000 tažených protiletadlových děl (ZU-23-2, ZPU-1/2/4, S-60, 72-K, 61-K, 52-K a KS-19).
- 4 300 vrtulníků (1 420 Mi-24, 600 Mi-2, 1 620 Mi-8, 290 Mi-17, 450 Mi-6 a 50 Mi-26)

## Hodnostní označení příslušníků Sovětské armády
Mužstvo
1. Vojín (rusky: Pядовой воин)
2. Svobodník (rusky: Ефрейтор – z něm. Gefreiter)

Poddůstojníci
1. Mladší seržant (rusky: Младший сержант)
2. Seržant (rusky : Сержант)
3. Starší seržant (rusky: Старший сержант)
4. Staršina (rusky: Старшина)

Praporčíci
1. Praporčík (rusky: Прапорщик)

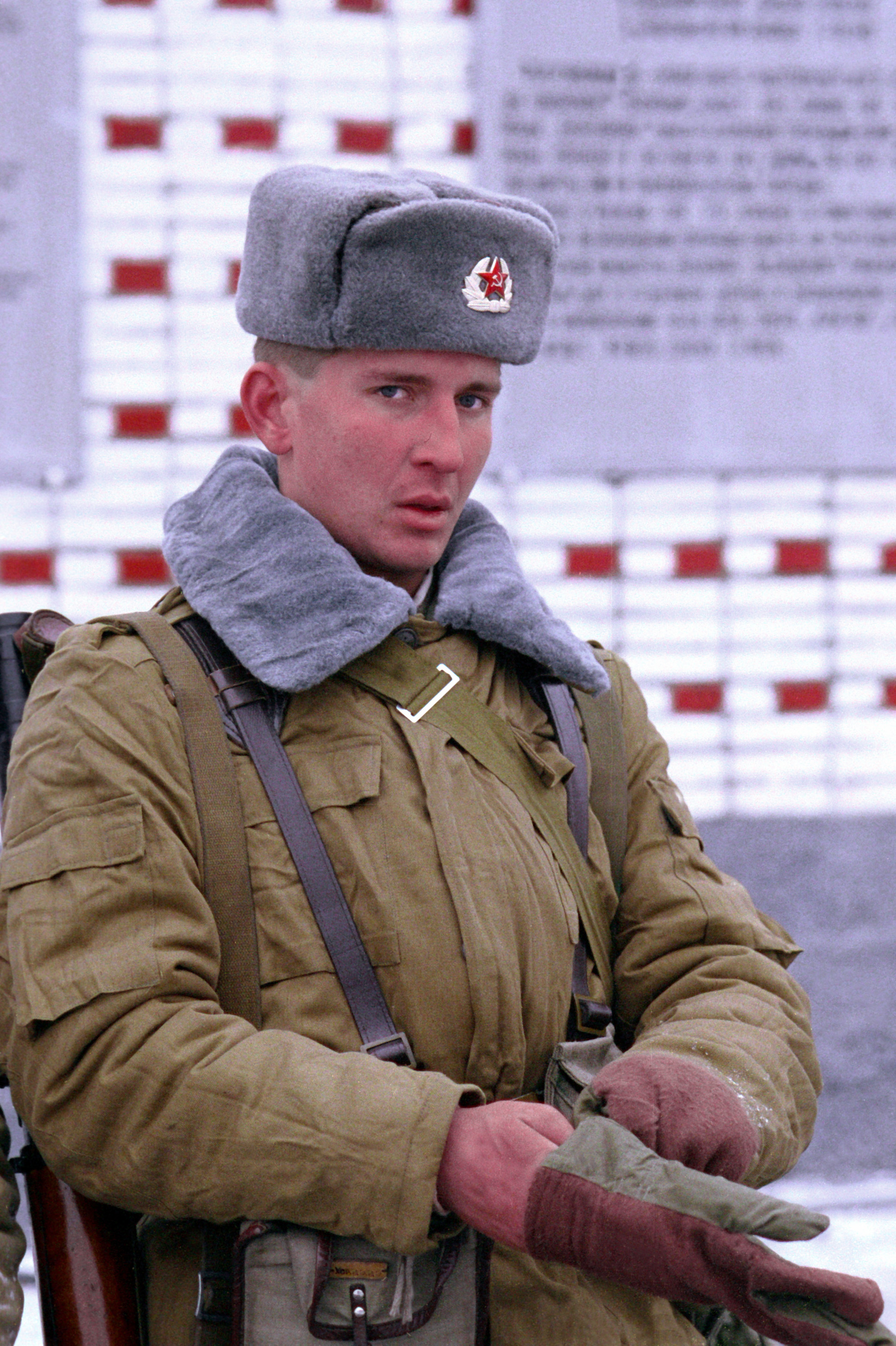
Příslušník 2. tamanské gardové motostřelecké divize v lednu 1992 se zimní výstrojí, v tzv. afghance, si nasazuje rukavice během divizního cvičení poblíž Moskvy

2. Starší praporčík (rusky: Старший прапорщик)

Nižší důstojníci
1. Podporučík (rusky: Младший лейтенант)
2. Poručík (rusky: Лейтенант)
3. Nadporučík (rusky: Старший лейтенант)
4. Kapitán (rusky: Капитан)

Vyšší důstojníci
1. Major (rusky: Майор)
2. Podplukovník (rusky: Подполковник)
3. Plukovník (rusky: Полковник)

Generálové
1. Generálmajor (rusky: Генерал-майор)
2. Generálporučík (rusky: Генерал-лейтенант)
3. Generálplukovník (rusky: Генерал-полковник)
4. Armádní generál (rusky: Генерал армии)

Maršálové
1. Maršál druhu vojsk (např. Maršál výsadkových vojsk) (rusky: Маршал воздушно-десантных войск)
2. Hlavní maršál druhu vojsk (např. Hlavní maršál tankových vojsk) (rusky: Главный маршал танковых войск)
3. Maršál Sovětského svazu (rusky: Маршал Советского Союза)

## Historie Sovětské armády
- 1944–1956 Intervence v Pobaltí
- 1950–1953 Korejská válka
- 1953 Východoněmecké povstání
- 1955–1975 Válka ve Vietnamu
- 1956 Maďarské povstání
- 1961–1990 Sandinistická revoluce
- 1962 Karibská krize

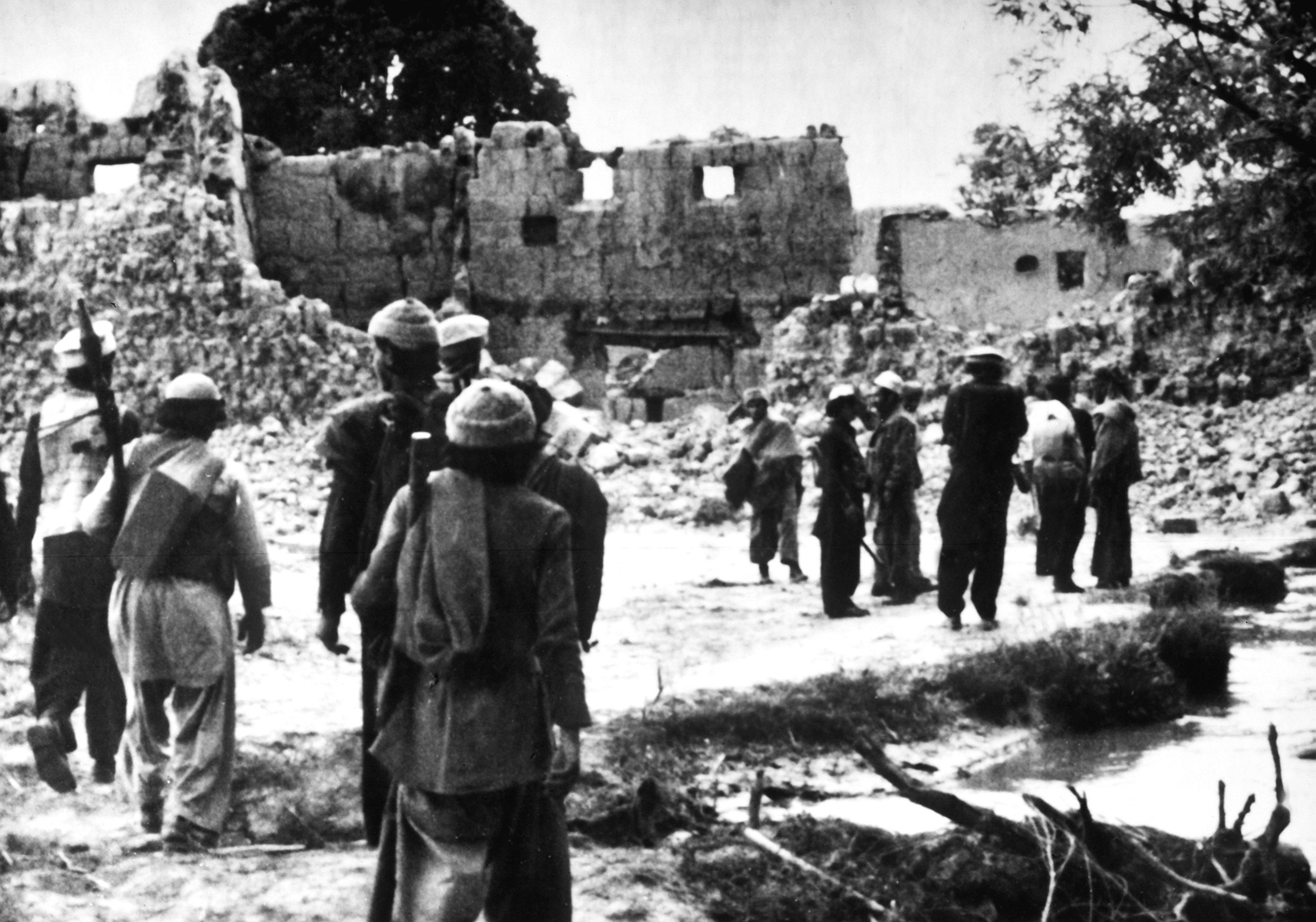
Zničená vesnice v Afghánistánu

- 1962–1975 Angolská válka za nezávislost
- 1964 Vojenská podpora Organizace pro osvobození Palestiny
- 1967–1970 Opotřebovací válka
- 1967–1970 Nigerijská občanská válka
- 1968 Invaze do Československa
- 1969 Sovětsko-čínské konflikty 1969
- 1969 Komunistické povstání na Filipínách
- 1969–1970 Sovětská vojenská podpora egyptských islamistů
- 1971 Indicko-pákistánská válka
- 1973 Jomkipurská válka
- 1974–1991 Občanská válka v Etiopii
- 1974–1990 Válka v Eritreji
- 1975–2002 Angolská občanská válka
- 1976–1992 Občanská válka v Mosambiku
- 1977–1978 Etiopsko-somálská válka
- 1979–1989 Sovětská válka v Afghánistánu
- 1979–1992 Salvadorská občanská válka
- 1988–1994 První válka o Náhorní Karabach
- 1991–1993 Občanská válka v Gruzii
- 1992 Válka v Podněstří
- 1992 Válka v Jižní Osetii
- 1992–1997 Občanská válka v Tádžikistánu
- 1993 Gruzínsko-abchazský konflikt
- 1993 Ruská ústavní krize 1993